# Робърт Фишър Тоумс
Робърт Фишър Тоумс (на английски: Robert Fisher Tomes) е английски зоолог. Той е роден през 1823 г. в Уестън на Ейвън и през по-голямата част от живота си обработва ферма в Уелфорд. Тоумс се интересува от зоология и става известен като един от най-големите специалисти по прилепите в Англия. Прекратява научната си дейност през 1866 г., когато напуска Британския орнитоложки съюз. Умира през 1904 г.

## Избрана библиография
- Occurrence of the Fork-tailed Petrel in Warwickshire Zoologist, 8:2706-2707 (1850)
- On two species of bats inhabiting New Zealand. Proc. Zool. Soc. Lond., pp. 134–42 (1857)
- A monograph of the genus Nyctophilus. Proc. Zool. Soc. Lond., pp. 25–37 (1858)
- Descriptions of six hitherto undescribed species of bats. Proc. Zool. Soc. Lond. pp. 68–79 (1859)
- A monograph of the genus Epomophorus, with a description of a new species. Proc. Zool. Soc. Lond., pp. 42–58 (1860)
- Notes on a third collection of Mammalia, made by Mr. Fraser in the Republic of Ecuador. Proc. Zool. Soc. Lond. pp. 28 (1860)
- Report of a collection of mammals made by Osbert Salvin, Esq., FZS, at Dueñas, Guatemala. Proc. Zool. Soc. Lond. pp. 278 (1861)
- Notice of a new American form of marsupial. Proc. Zool. Soc. Lond., pp. 50–51 (1863)
- On a new genus and species of leaf-nosed bats in the museum at Fort Pitt. Proc. Zool. Soc. Lond., pp. 81–85 (1863)
- On some new or imperfectly known Madreporaria from the Inferior Oolite of Oxfordshire, Gloucestershire, and Dorsetshire. Geol. Mag. 23, 385-98, 443-52. (1886)
- On Heterastraea, a new genus of Madreporaria from the Lower Lias. Geol. Mag. 25, 207-18. (1888)
- Birds. В: Victoria County History of Worcestershire (1901)
- Aves. В: Victoria County History of Warwickshire (1904)